# Gérard de Villiers (templier)
Pour les articles homonymes, voir Gérard de Villiers.
Gérard de Villiers (latin : frater Gerardus de Villaribus in Bria) est un dignitaire de l'ordre du Temple qui fut le dernier Précepteur de France pendant la maîtrise de Jacques de Molay.

## Biographie
Gérard de Villiers est probablement originaire de la Brie, dans le comté de champagne. Il est nommé précepteur de France en 1299 après que son prédécesseur à ce poste, Hugues de Pairaud, soit promu visiteur général
En 1302, lors d'un chapitre de l'ordre, il aurait été accusé d'être en partie responsable de la chute de Ruad car lui et d'autres Templiers auraient quitté l'île prématurément.
Plus tard, lors de son interrogatoire, un templier nommé Jean de Châlons raconte que son fils Hugues de Châlons, neveu d'Hugues de Pairaud, serait parti avec le précepteur de France Gérard de Villiers, celui-ci ayant appris l'imminence de l'arrestation, se serait vu confier le trésor du Temple et serait parti avec cinquante chevaux afin de prendre la mer avec dix-huit galères à La Rochelle.
La destination de Gérard de Villiers est inconnue, mais plusieurs pays pouvaient offrir un abri à cette époque, comme le Portugal, l'Angleterre, l'Espagne, l'Écosse ou encore Chypre. La légende de la découverte précolombienne de l'Amérique par les Templiers à partir du port de La Rochelle, ajoute ce continent à la liste des refuges potentiels,.

## Source
- René Grousset, L'épopée des Croisades, 1939.
- (en) Jochen Burgtorf, The Central Convent of Hospitallers and Templars : History, Organization, and Personnel (1099/1120-1310), Leiden/Boston, Brill, 2008, 761 p. (ISBN 978-90-04-16660-8, présentation en ligne, lire en ligne)
- Emmanuel Guillaume Rey, « L'ordre du Temple en Syrie et à Chypre, les Templiers en Terre Sainte », Revue de Champagne et de Brie,‎ 1888, p. 241 à 256 et 367 à 379 (lire en ligne, consulté le 11 février 2022)
- Malcolm Barber, Le Procès des Templiers, Paris, Tallandier, coll. « Texto », 2007, 496 p., poche (ISBN 978-2-8473-4429-5)